# 9e division SS Hohenstaufen
Ne pas confondre avec la 9e Panzerdivision
La 9e division SS « Hohenstaufen » ou la division « Hohenstaufen » (appellations allemandes successives : la SS-Panzergrenadier-Division 9, puis la SS-Panzergrenadier-Division 9 « Hohenstaufen », puis la 9. SS-Panzergrenadier-Division « Hohenstaufen » et enfin la 9. SS-Panzer-Division « Hohenstaufen ») est l'une des 38 divisions de la Waffen-SS durant la Seconde Guerre mondiale
Elle est intervenue sur les fronts de l'Est et de l'Ouest.

## Historique
La SS-Panzergrenadier-Division 9 est formée officiellement avec ses cadres officiers à Berlin-Lichterfelde le 1er février 1943.
Les éléments de la division sont assemblés en France à Mailly-le-Camp, près de Châlons-sur-Marne. On lui adjoint le nom de « Hohenstaufen » le 1er mars 1943 et elle devient le 22 octobre 1943 la 9. SS-Panzer-Division « Hohenstaufen ».
La division est engagée la première fois à Tarnopol à la fin du mois de mars 1944, pour aider à rompre l'encerclement de la 1. Panzerarmee. La division subit durant l'opération de fortes pertes et doit être retirée du front dès la fin avril. Après Tarnopol, la division, très éprouvée, est tenue en réserve en Ukraine pour la Heeresgruppe Nordukraine, et ce jusqu'en mai[réf. nécessaire].
Le réseau Éleuthère a fait un travail de chasse et de renseignement. Le résultat du bombardement du 5 mai 1944 est résumé ci-dessous.

« Reconstituée et regroupée dans la région de Mailly Arcis-sur-Aube, la division devait être acheminée sur le front de l'Est grâce à soixante rames de cinquante wagons. Grâce à des informations précises fournies à Londres par le réseau de résistance Éleuthère, animé notamment par les commandants Hubert de Lagarde et Pierre Nord, l'aviation alliée mena dans la nuit du 4 au 5 mai 1944 une attaque de grand style sur les emplacements où étaient massés les différents éléments de cette division. Au prix de trente-cinq appareils abattus par la Flak, quatre cents chars furent détruits ou incendiés, dix à douze mille hommes tués ou mis hors de combat, sans compter les camions et véhicules. »

— Historique IXe Panzer Hohenstauffen[source insuffisante]
Il convient de préciser qu'un grand nombre de véhicules automobiles, lourds ou blindés ont été détruits dans la nuit du 4 au 5 mai 1944. 

« Un échelon précurseur avait quitté Mailly le 30 avril à destination de Soissons. Cet échelon, qui comportait environ 60 chars, est tout ce qui reste de la grande unité en question. »

— Nord 1966, p. 134
Utilisés comme réserve, les débris de cette division furent envoyés le 12 juin, pour lutter contre le débarquement des forces alliées en Normandie. Retardée par les attaques de l'aviation alliée, la division ne fut engagée finalement que le 26 juin, pour lutter contre les Britanniques lors de l'opération Epsom aux côtés de la «Frundsberg » et de la « Hitlerjugend ». La division Hohenstaufen s'illustra autour de la cote 112, bloquant toute avance britannique vers Caen. Puis elle contribua ensuite à maintenir ouvert l'étroit corridor de la poche de Falaise.
Elle mena ensuite quelques actions de retardement en Belgique, durant le mois de septembre 1944. Très diminuée, elle fut reconstituée dans la région d'Arnhem. Elle s'opposa aux troupes américano-britanniques aéroportées engagées dans l'opération Market Garden. Cette intervention, en particulier celle du SS-Aufklärungs-Abteilung 9, provoqua l'échec partiel de l'opération, empêchant Montgomery de franchir le Rhin dès 1944.
Elle participa ensuite à l'opération Wacht am Rhein (la bataille des Ardennes), puis jusqu'à la fin de la guerre combattit les troupes soviétiques, en Hongrie.

### Après la capitulation
Le 8 mai 1945, la division récemment reconstituée (plus de 17 000 hommes) se rend aux Américains en Autriche à Linz. La division défile devant les généraux américains. Les soldats sont gardés un mois dans un champ et c'est seulement à fin juin 1945 que les armes sont rendues. Puis, les soldats SS sont internés au camp de concentration d'Ebensee. Les gardiens sont d'anciens déportés chapeautés par la police militaire américaine. En huit semaines, plusieurs milliers de SS meurent avant que la Croix-Rouge ne rétablisse des conditions décentes. Plus de douze mille SS vont mourir entre 1945 et 1946 à Ebensee. En 1946, les survivants sont envoyés en France pour aider à la reconstruction. Ils sont libérés en 1947. Sur les dix-sept mille SS qui se sont rendus au printemps 1945, on estime à moins d'un millier le nombre de ceux qui sont rentrés en Allemagne ou Autriche.

## Désignations successives
- Du 1er février au 1er mars 1943 : SS-Panzergrenadier-Division 9
- Du 1er mars au 3 octobre 1943 :  SS-Panzergrenadier-Division 9 « Hohenstaufen »
- Du 3 au 22 octobre 1943 : 9. SS-Panzergrenadier-Division « Hohenstaufen »
- Du 22 octobre 1943 à mai 1945 : 9. SS-Panzer-Division « Hohenstaufen »

## Ordre de bataille le1erjuillet 1944
Commandant : SS-Brigadeführer Thomas Müller (en), surnommé Thomas Zigarren Müller.
- SS-Panzergrenadier Regiment 19 (SS-Obersturmbannführer Emil Zollhöfer)
- SS-Panzergrenadier Regiment 20 (SS-Sturmbannführer R. Gruber)
- SS-Panzer Regiment 9 (SS-Obersturmbannführer Otto Meyer)
- SS-Panzer Artillerie Regiment 9 (SS-Obersturmbannführer Wiehle)
- SS-Panzer-Aufklärungs-Abteilung 9 (SS-Hauptsturmführer Victor Gräbner)
- SS-Panzerjäger-Abteilung 9
- SS-Flak-Abteilung 9 (SS-Sturmbannführer Loeniker)
- SS-Panzer-Pionier-Abteilung 9 (SS-Sturmbannführer P. Monich)
- SS-Panzer-Nachrichten-Abteilung 9
- SS-Sturmgeschütz-Abteilung 9
- SS-Beobachtungs-Batterie 9
- SS-Nachschubtruppen 9
- SS-Sanitäts-Kompanien 9

## Liste des commandants successifs
- Février 1943 : SS-Obergruppenführer Wilhelm Bittrich
- Juin 1944 : SS-Oberführer Thomas Müller (en)
- Juillet 1944 : SS-Brigadeführer Sylvester Stadler
- Juillet 1944 : SS-Oberführer Friedrich-Wilhelm Bock
- Août 1944 : SS-Standartenführer Walter Harzer (en)
- Octobre 1944 : SS-Brigadeführer Sylvester Stadler